# Eberhard Wächter

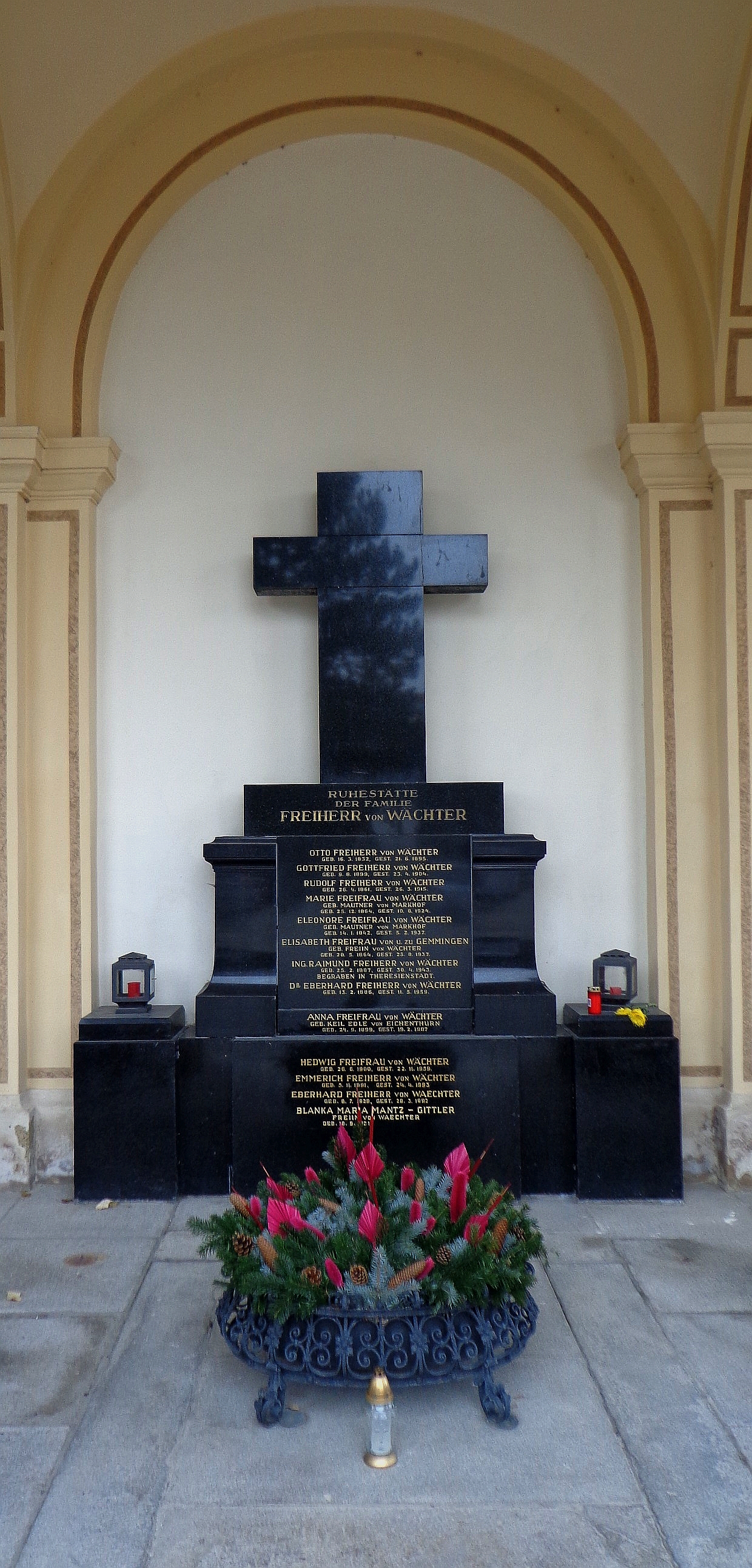
Tumba honoraria de Eberhard Wächter ,Cementerio Central de Viena, Austria

Eberhard Wächter (Waechter) (Viena, Austria, 8 de julio de 1929 – 29 de marzo de 1992) fue un barítono austríaco apreciado por sus interpretaciones en óperas de Mozart, Richard Wagner, Richard Strauss, Alban Berg y opereta. Al retirarse fue "Intendant" de la Wiener Staatsoper y de la Viena Volksoper. 
Fue nombrado Kammersänger en 1963.
Debutó como Silvio en I Pagliacci en 1953 pasando en 1954 a la Wiener Staatsoper donde integró el elenco estable.
Cantó en Covent Garden, en el Festival de Salzburgo, en 1958, en el Festival de Bayreuth (Parsifal); en 1959, en la Ópera de París, en 1960 en La Scala, en el Lyric Opera de Chicago y en el Metropolitan Opera. En 1960 también debutó en el Teatro Colón en Cosi fan tutte y Tannhäuser, regresando en 1963 y 1965 como Iokanáan para la Salomé de Birgit Nilsson.
Participó en destacados registros discográficos como Don Giovanni dirigido por Carlo Maria Giulini con Elisabeth Schwarzkopf y Joan Sutherland.
Murió de un infarto mientras caminaba por el bosque.

## Discografía referencial
- Beethoven: Fidelio / Karajan, Christa Ludwig, Gundula Janowitz, Jon Vickers, Walter Berry
- Berg: Wozzeck / Dohnanyi
- Brahms: Ein Deutsches Requiem / Karajan, Janowitz, Wächter
- D'Albert: Tiefland / Rudolf Moralt, Gré Brouwenstijn, Hopf
- J. Strauss Jr.: Die Fledermaus / Carlos Kleiber
- Johann Strauss II: Die Fledermaus / Karl Böhm
- J. Strauss: Die Fledermaus / Karajan
- Lehár: The Merry Widow / Matacic, Schwarzkopf, Gedda
- Mozart: Don Giovanni / Giulini, Wächter, Schwarzkopf
- Mozart: Le Nozze Di Figaro / Giulini, Taddei, Anna Moffo, Wächter
- Mozart: Così Fan Tutte / Krips, Janowitz, Berry, Waechter
- R. Strauss: Arabella / Solti
- R. Strauss: Capriccio / Sawallisch, Fischer-dieskau
- R. Strauss: Der Rosenkavalier / Karajan, Schwarzkopf
- R. Strauss: Salome / Solti, Nilsson, Vienna Philharmonic
- R. Strauss: Salome / Böhm, Leonie Rysanek, Hopf, Hoffman
- Verdi: Don Carlo / Stein, Corelli, Janowitz, Ghiaurov
- Wagner: Lohengrin / André Cluytens
- Wagner: Lohengrin / Maazel, Windgassen, Adaml
- Wagner: Parsifal / Karajan, Waechter, Hotter, Franc, Uhl
- Wagner: Tannhäuser / Karajan, Beirer, Brouwenstijn
- Wagner: Tristan und Isolde / Böhm, Nilsson, Windgassen
- Weber: Der Freischütz / Jochum, Irmgard Seefried, Rita Streich